# Ygnacio de Çelayarán y Ugarte
El capitán Ygnacio de Çelayarán y Ugarte (Azpeitia, Guipúzcoa, España, 30 de enero de 1650 – San Miguel de Tucumán, julio de 1696) fue un noble español, natural del País Vasco, militar, cabildante, estanciero y hacendado, que se desempeñó como Tesorero Real y Administrador de la Real Hacienda de la ciudad de San Miguel de Tucumán y alcalde de la misma, en la Gobernación del Tucumán, Virreinato del Perú.

## Biografía

### Familia
Ygnacio de Çelayarán y Ugarte fue bautizado en la iglesia de San Sebastián de Soreassu, parroquial de la Villa de Azpeitia, el 30 de enero de 1650, hijo de Jacinta de Ugarte y Garmendia y de Juan Bauptista de Çelayarán y Antxia. Su padre era descendiente y dependiente de la Casa Solar Ynfanzona de Çelayarán o Zelaiarán, sita en la antedicha villa.
Su abuelo paterno, Juan Sanctos de Çelayarán y Çelayarán (Azpeitia, 1594-1672), había obtenido carta de Hidalguía en 1641 en un expediente iniciado en Azpeitia en 1623, "aunque es muy público y notorio todavía, porque haya memoria en lo futuro, conviene a mis partes dar información de lo susodicho".

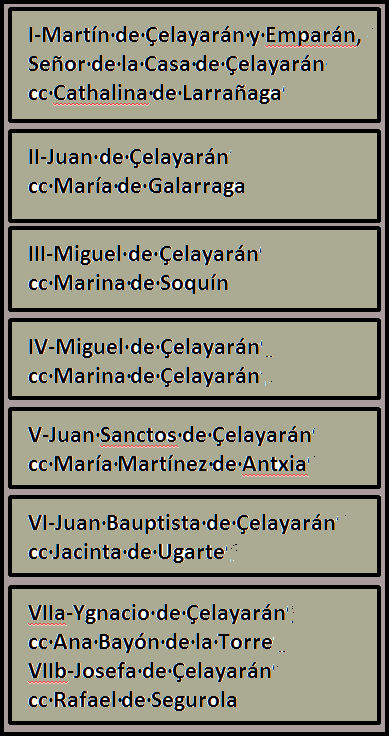
Esquema de la genealogía de Ygnacio de Çelayarán y Ugarte.

En el legajo n.º 2436 de las Pruebas de Caballeros de la Orden de Calatrava del año 1776, correspondiente a Sebastián de Segurola y Oliden Zelayarán y Egaña, Segundo Ayudante Mayor de Reales Guardias de Infantería Española, están descriptas la genealogía de los Çelayarán y Ugarte y el Escudo de Armas correspondiente:
"Don Francisco Joseph de Emparán, como parte del pretendiente en estas pruebas, me puso de manifiesto la genealogía de los Çelayaranes, y de ella consta que Dª. Jossepha de Çelayarán, Abuela lexítima de dho. pretendiente fue hixa lexítima de Don Juan Bauptista de Çelayarán y de Dª. Jacinta de Ugarte, y dho. Don Juan Bauptista hixo lexítimo de Don Juan de Çelayarán y de Dª. María Martínez de Antia, y Nieto lexítimo de Don Miguel de Zelayarán y de Dª. Marina de Çelayarán. Visnieto de otro Don Miguel de Zelayarán y de Dª. Martina de Soquín; tercero nieto lexítimo de Don Juan de Zelayarán y quarto Nieto lexítimo de Don Martín de Zelayarán, Dueño y Señor de la Casa Solar Ynfanzona de Çelayarán, sita en Jurisdicción y Territorio de esta dha. Villa, y varrio llamado Oñaz.  Y asimismo certifico que en el frontispicio de dha. Casa Solar se halla un Escudo de Armas de piedra dura caliza que demuestra mucha antigüedad y en él gravadas tres Conchas, o Beneras, en triángulo de que dió certificación el Rey de Armas de S.M. Don Juan de Mendoza en Madrid a treinta de Henero de mil seiscientos y sesenta, y se halla a su continuación, el testimonio y certificación que Don Francisco de Mendestesta, Secretario de S.M. con fecha de dho. día, mes y año dió en la misma Corte...”
Fue Ygnacio el primogénito de nueve hermanos, de los cuales únicamente tuvo descendencia su hermana Josefa casada con Rafael Ygnacio de Segurola y Uranga, que fueron abuelos paternos del Brigadier Sebastián de Segurola y Oliden, gobernador intendente de La Paz cuando la sublevación de Tupac Katari en 1781.
Contrajo matrimonio con Ana Bayón de la Torre, perteneciente a una adinerada familia tucumana, siendo padres de seis hijos (Ana María, Antonio, Ygnacio, Francisco, Joseph y Mathías), y cuya descendencia adoptó la variante Zelarayán del apellido. Era Ana hija de Luisa de la Torre y del capitán Francisco Bayón, que había sido Tesorero Real por largo período, acaudalados vecinos de San Miguel de Tucumán. La actuación pública del capitán Bayón se remontaba a 1646, en que ocupó el sitial de alcalde de la mencionada ciudad. Poseía el matrimonio Bayón de la Torre varios establecimientos rurales y solares en la traza de la ciudad, por lo que dotaron a Dª. Ana con la estancia de Yucucu, ubicada a tres leguas del sitio de Ibatín, y que lindaba por el sur, con el río de los Medinas, que en esa zona era conocido como río Yucucu; por el norte, con el arroyo de Yacuchiri; por el naciente, con el camino real que comunicaba San Miguel de Tucumán con Catamarca y por el poniente las tierras de Durazno Muio, en el sitio donde actualmente se encuentra la ciudad de Concepción, segunda concentración urbana de la provincia de Tucumán. Poseía esta estancia molino y abundante y variada cantidad de ganado mayor y menor: bovinos, equinos, mulares, caprinos y ovinos.
Construyeron su vivienda en la traza urbana en un solar entero que ocupaba la esquina sudeste de la manzana que lindaba al sur, calle de por medio, con la manzana del Convento de San Francisco, al naciente, calle de por medio, con la manzana de la Iglesia Matriz, y en su esquina noreste, calle de por medio, con la esquina suroeste de la plaza de armas.

### Oficial Real-Cargos capitulares
En 1675, con el grado de capitán, fue alcalde Ordinario de San Miguel de Tucumán, y en años posteriores Alcalde Provincial y Regidor (1681) y alcalde de primer voto en 1691.
En 2 de diciembre de 1681 prestó juramento como Teniente de Jueces Oficiales Reales y Tesorero y Administrador de la Real Hacienda, cargo que desempeñó "con muy buen crédito" hasta su fallecimiento.

### Traslado de San Miguel de Tucumán

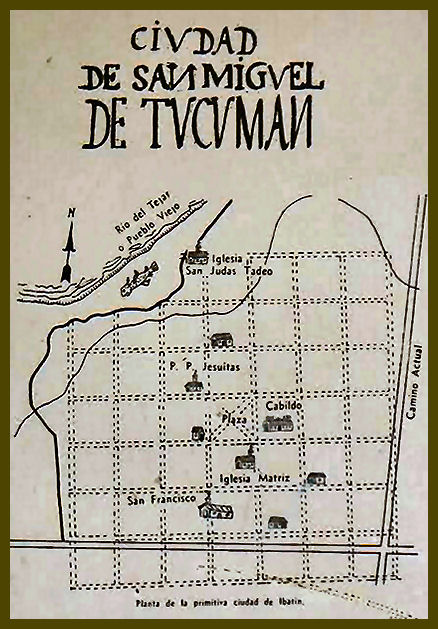
Planta de Ibatín

Como es sabido, la mencionada ciudad norteña fue trasladada el 24 de septiembre de 1685 desde su ubicación primigenia en Ibatín (desde entonces llamado sitio viejo o pueblo viejo) hasta un lugar distante doce leguas conocido como “La Toma”. Ese día culminó un conflictivo proceso iniciado por un grupo de vecinos aproximadamente en 1677, convalidado en diciembre de 1680, por una cédula real dictada por el Rey de España y que ordenaba el movimiento. El tema había dividido a la clase dirigente de la ciudad en dos bandos fuertemente contrapuestos: los que estaban a favor y los que se oponían a la transposición.
 

Ygnacio fue acusado en 1681 por algunos cabildantes de liderar la fracción que pretendía permanecer en Ybatín: 
“… (Ygnacio de Çelayarán) es inclinado a ruidos e inquietudes, y tiene de costumbre querer reducir a todos a su parecer, solicitando siempre en esta república oficios y cargos, como es notorio en el tiempo presente haber arrendado dos oficios, por interpósitas personas, por solo contradecir lo propuesto y seguido en esta república por más de tres a cuatro años a esta parte por los de este cabildo, a pedimento de todo el común: una cosa tan constantemente importante como es la traslación de esta ciudad al sitio reconocido; de lo que fue el único contradictor por su naturaleza, eligiendo alcaldes para este intento…”.
Entre las varias anécdotas producidas por esta pugna, se eligen dos que revelan el grado de animosidad que reinaba y el carácter del temperamental vasco: 
“… (Siendo Ygnacio de Çelayarán) alcalde provincial tuvo la osadía y el atrevimiento de entrar a las casas de la morada de su señoría el señor gobernador a sacar un criado suyo y le llevó preso a la cárcel, y por no haberle asistido el alguacil mayor, lo quiso aprehender, metiendo un ruido grande en la ciudad…”.
“… El desacato y la desobediencia que tuvo (Ygnacio de Çelayarán) con el Justicia Mayor por haberle requerido éste que le presentase ciertas cédulas y reales provisiones que el susodicho traía en la faltriquera, respondiéndole con muchos votos y voces aceleradas: ‘qué tiene que meterse conmigo, yo las presentaré cuando a mí mucho gusto me diera’. Habiendo ocurrido este discurso posterior a la procesión del día y la festividad de la Limpia Concepción (8 de diciembre) que se celebró en el convento del seráfico señor San Francisco, tuvo también voces descompuestas en aquel acto acusando al cabildo y a su merced el dicho Justicia Mayor por no haberle permitido marchar detrás del Fiel Ejecutor en el pendón que acostumbran llevar los del cabildo, y se quedó en el cuerpo de la iglesia; intentando nosotros los del cabildo que en los actos subsiguientes no hubiera ocasión de ser perturbados por el susodicho, hicimos de palabra dicho requerimiento sin faltar a la compostura debida y necesaria, lo que fue hecho por dicho justicia mayor en la puerta de la iglesia después de acabados los divinos oficios a lo que Zelarayán respondió con los dichos relatados por lo que dicho Justicia Mayor le dijo que le hablase con compostura, y que era desvergüenza y poco respeto a la Justicia Real y a todo un cabildo, respondió con mayor altivez diciendo: ‘ya le he dicho que no tiene que meterse conmigo, porque soy muy privativo y no sabe lo que hace’. Habiendo oído esta razón le agarró del hombro su merced, el dicho Justicia Mayor diciéndole: ‘cómo habla con la justicia de esa manera’. Visto el caso por nos los alcaldes ordinarios naturalmente nos llevó el ánimo a mediar en el suceso y poniéndonos en medio reportamos a su merced el dicho Justicia Mayor, de lo que resultó en el dicho Ygnacio de Zelayarán mayor furia, queriendo sacar la espada haciendo ademanes de querer embestirle diciéndole al dicho justicia mayor que era un bárbaro y que no sabía lo que hacía, forcejeando siempre aunque le atajaban sacerdotes graves, y religiosos a quererse estrechar con su merced dicho Justicia Mayor…”.
Consecuente con su personalidad, no abandonó Ybatín con el resto de los vecinos, y es así que el 24 de mayo de 1688, casi tres años después de la mudanza, el Cabildo lo notificó para que se trasladase con la Caja Real al nuevo sitio.

Falleció en 1696, entre los meses de junio y octubre. El 9 de abril de 1706, o sea diez años después de su fallecimiento, se registró en el fº. 64 del Libro de Defunciones N.º 2 (1687-1746) de la parroquial de Azpeitia la siguiente anotación:
“Don Ignacio de Çelayarán murió en las Indias y se hizo su sentimiento”.